# جنون الحب (فلم 1977)
جنون الحب: فيلم سينمائي مصري، عرض عام 1977، بطولة نجلاء فتحي وحسين فهمي وأحمد مظهر، وإخراج نادر جلال، الفيلم مأخوذ عن قصة الكاتب النمساوي شتيفان تسفايغ.

## قصة الفيلم
يتعرف الطيار (حسين) على (منى) زوجة (محمود) رجل الأعمال الثري المشغول عنها دائماً. تنمو الصداقة بينهما وتتحول إلى حب، ويحاول (حسين) إثبات حبه لها. يعلم (خالد) بطبيعة العلاقة بين أمه و(حسين)، في حين تطلب (منى) الطلاق لكي تتزوج (حسين) وتعترف لـ(محمود) بما حدث، يحاول (خالد) جمع شمل الأسرة مرة ثانية.

## طاقم التمثيل
- نجلاء فتحي: (منى)
- حسين فهمي: (حسين)
- أحمد مظهر: (محمود)
- خالد أبو النجا: (خالد)
- فتحية شاهين: (والدة منى)
- أنور بن عيسى: (أنور)
- ليلى صادق: (عالية)
- سامية رحيم: (سونيا)
- كارولين

## فريق العمل
- إخراج: نادر جلال
- قصة: عن قصة الكاتب النمساوي شتيفان تسفايغ
- سيناريو وحوار: أحمد عبد الوهاب، سمير عبد العظيم
- مدير التصوير: سمير فرج
- مونتاج: صلاح عبد الرازق
- موسيقى تصويرية: فؤاد الظاهري
- إنتاج: أفلام سعد شنب
- توزيع داخلي: هيمن فيلم
- توزيع خارجي: أنور الشيخ ياسين

## وصلات خارجية
- مقالات تستعمل روابط فنية بلا صلة مع ويكي بيانات